# Cimetière d'Auteuil
Pour les articles homonymes, voir Auteuil.
Le cimetière d'Auteuil est un cimetière parisien, situé dans le 16e arrondissement.

## Situation et accès
Il est situé au no 57 de la rue Claude-Lorrain dans le 16e arrondissement.
Le quartier est desservi par la ligne 9 à la station Exelmans.

## Historique
Le premier cimetière d'Auteuil était associé à l'église d’Auteuil. Cette dernière est édifiée dans le village d'Auteuil au XIe siècle, puis reconstruite au XIVe siècle et plusieurs fois agrandie par la suite. Il ne reste comme vestige de l'ancien cimetière que l'obélisque d'Aguesseau, que l'on peut voir de nos jours sur la place devant l'église. Devenu trop petit, l'ancien cimetière est transféré à son emplacement actuel en 1793, sur un terrain offert par M. Le Couteulx, lequel désire que le futur espace funéraire ressemble à « une réunion d'arbres faisant ornement dans la plaine ». Le maire d'Auteuil est alors M. Benoît ; créateur du cimetière, il y est inhumé en 1816.
Inauguré officiellement en 1800, agrandi en 1843 et 1847, il est rattaché à la Ville de Paris lors de l'absorption de la commune d'Auteuil en 1860. Depuis 1870, il n'accueille que des concessions centenaires ou perpétuelles.
Lors de la Commune de Paris, le cimetière reçoit des obus qui abîment notamment la tombe de Madame Helvétius.
Malgré sa petite taille de 72 ares, le cimetière contient un nombre considérable de tombes et de chapelles où sont inhumées des personnalités notables.

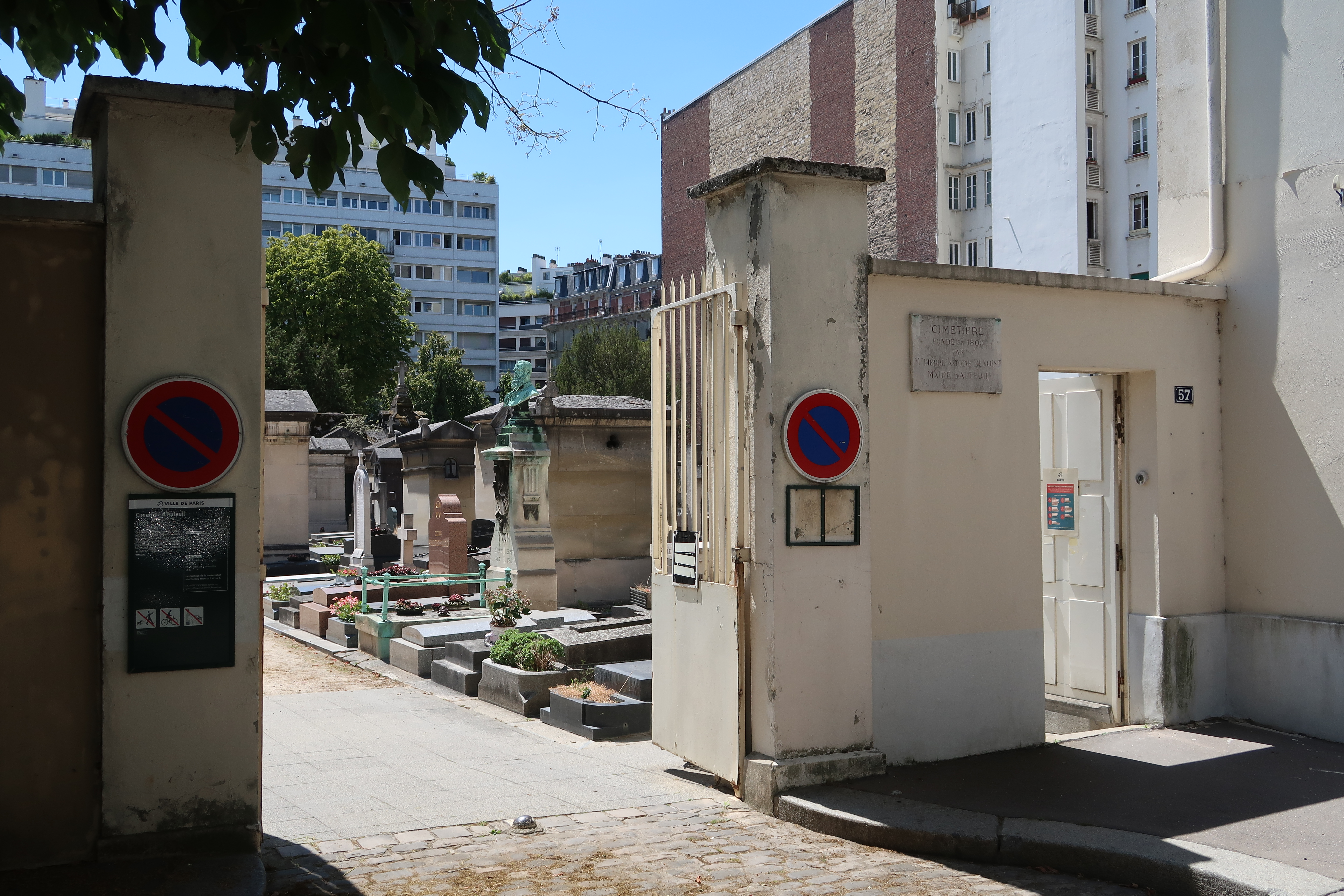
Entrée du cimetière d'où l'on aperçoit le buste d'Adolphe Yvon.
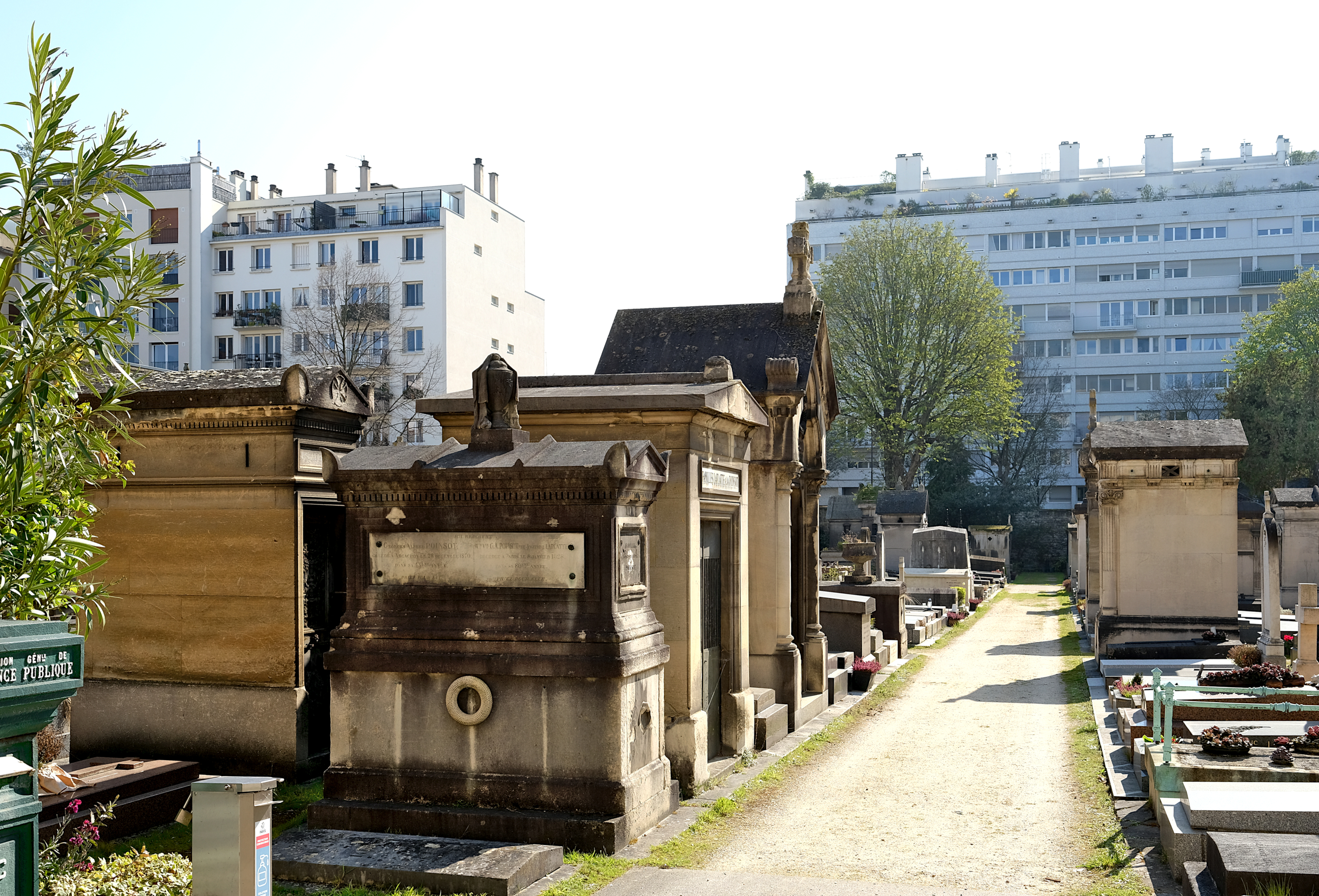
Allée principale.

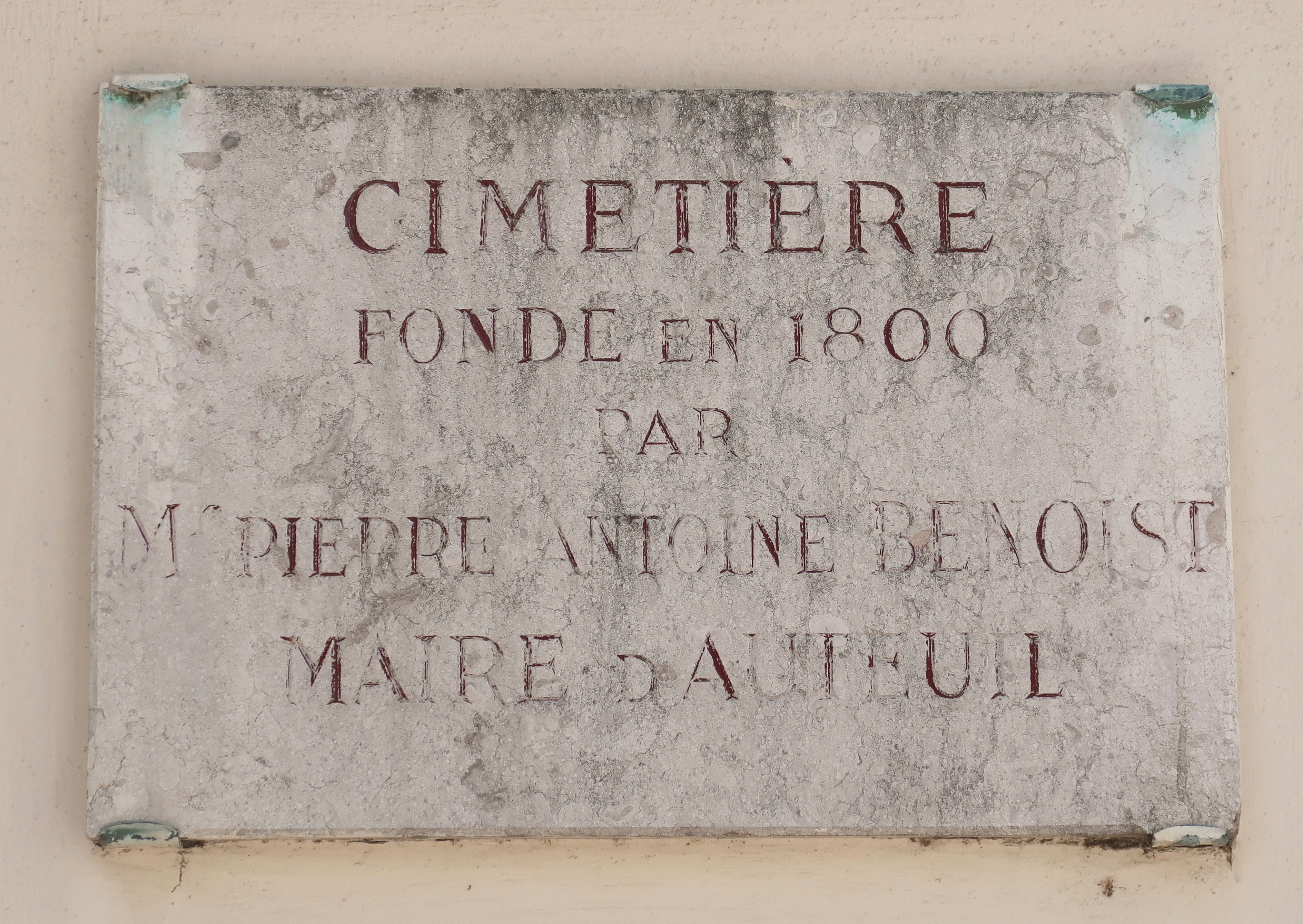
Plaque à l'entrée commémorant la fondation du cimetière en 1800.
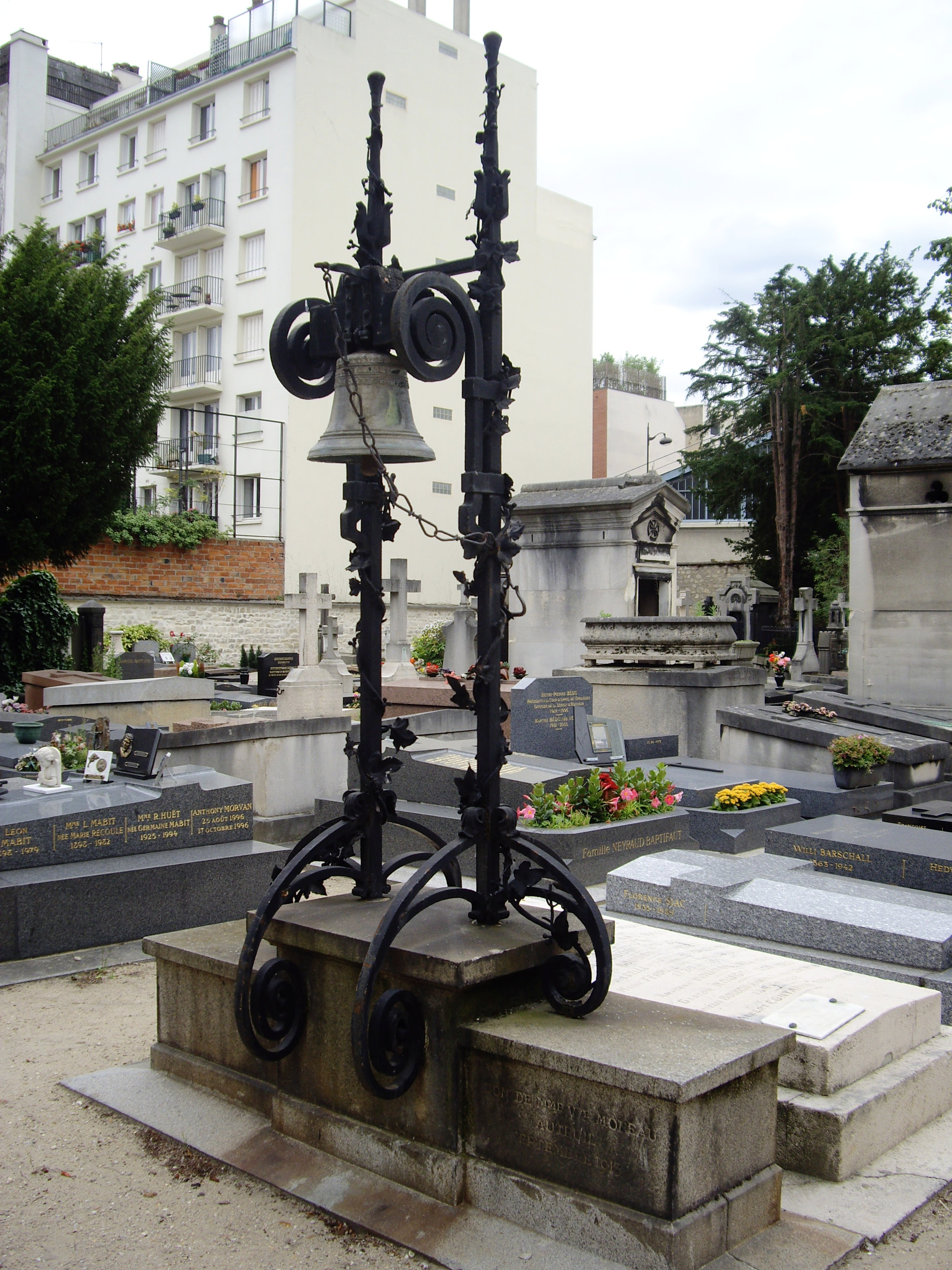
Cloche au centre du cimetière.

## Quelques personnalités inhumées au cimetière d'Auteuil
| Photo | Nom                                                       | Dates                  | Métier |
| ----- | --------------------------------------------------------- | ---------------------- | --- |
|       | Raymond Abellio                                           | 1907-1986              | écrivain |
|       | Pierre Aigrain                                            | 1924-2002              | scientifique et homme politique                                                                                                 |
|       | Jacques Baratier                                          | 1918-2009              | cinéaste |
|       | Gaston Béthune                                            | 1857-1897              | peintre aquarelliste |
|       | Pierre Jean Georges Cabanis                               | 1757-1808              | physiologiste et philosophe |
|       | Berthe Cerny                                              | 1868-1940              | actrice sociétaire de la Comédie-Française                                                                                      |
|       | Pierre-Alfred Chardon et son épouse Marie-Pauline Lagache | 1807-1879 et 1811-1887 | Fondateurs de la maison de retraite, désormais un hôpital, qui ont donné leur nom à une rue et à une station de métro de Paris. |
|       | Charles Cousin-Montauban                                  | 1796-1878              | général, homme politique et comte de Palikao                                                                                    |
|       | Paul Dalloz                                               | 1829-1887              | journaliste et éditeur |
|       | Alexandre Danouilh de Salies                              | 1815-1883              | archéologue et historien, directeur du journal de l'orphelinat d'Auteuil                                                        |
|       | Alexis de Ghéquier                                        | 1809-1869              | peintre français |
|       | Orane Demazis                                             | 1894-1991              | actrice |
|       | Raoul Follereau                                           | 1903-1977              | journaliste et poète, créateur de la journée mondiale de la lèpre                                                               |
|       | Abel Gance                                                | 1889-1981              | cinéaste |
|       | Paul Gavarni                                              | 1804-1856              | peintre et dessinateur |
|       | Pierre Georget La Chesnais                                | 1865-1948              | critique littéraire et écrivain                                                                                                 |
|       | Charles Gounod                                            | 1818-1893              | compositeur |
|       | Pierre Granier-Deferre                                    | 1927-2007              | cinéaste |
|       | Alain Griotteray                                          | 1922-2008              | journaliste et homme politique                                                                                                  |
|       | William Haussoullier                                      | 1815-1892              | peintre et graveur |
|       | Anne-Catherine de Ligniville Helvétius                    | 1722-1800              | salonnière |
|       | Léon Heuzey                                               | 1831-1921              | archéologue |
|       | Jacques Lacornée                                          | 1779-1856              | architecte |
|       | Adrien-Marie Legendre                                     | 1752-1833              | mathématicien |
|       | André Léo                                                 | 1824-1900              | née Léodile Béra, épouse Grégoire Champseix. Journaliste et romancière                                                          |
|       | Théodore Leveau                                           | 1896-1971              | architecte et urbaniste |
|       | Simon Charles Miger                                       | 1736-1828              | illustrateur naturaliste |
|       | Philippe Musard                                           | 1792-1859              | compositeur, chef d'orchestre, maire d'Auteuil                                                                                  |
|       | Robert Pandraud                                           | 1928-2010              | homme politique |
|       | Louis Possoz                                              | 1813-1887              | ingénieur chimiste |
|       | Albert Préjean                                            | 1894-1979              | acteur |
|       | Élias Robert                                              | 1821-1874              | statuaire |
|       | Hubert Robert                                             | 1733-1808              | peintre, la tombe d'origine n'existe plus mais la pierre tombale a été conservée au-dessus de la nouvelle tombe                 |
|       | Louis Roussel                                             | 1825-1897              | abbé, créateur de la Fondation d'Auteuil                                                                                        |
|       | Adalbert et Louis de Talleyrand-Périgord                  | 1837-1915 1867-1951    | ducs de Montmorency |
|       | Thomas Tellefsen                                          | 1823-1874              | compositeur et pianiste norvégien, élève de Frédéric Chopin                                                                     |
|       | Henri Ternaux-Compans                                     | 1807-1864              | historien |
|       | Benjamin Thompson                                         | 1753-1814              | physicien |
|       | Hippolyte de Villemessant                                 | 1810-1879              | journaliste |
|       | Adolphe Yvon                                              | 1817-1893              | peintre |
|       | Pierre Zimmerman                                          | 1785-1853              | pianiste et compositeur |